# Phosphate de tricrésyle
La famille des tricrésylphosphates ou phosphates de tricrésyle (TCP) comprend des composés organophosphorés isomères de formule brute (C7H7)3PO4, qui ne diffèrent que par la position du groupe méthyle (-CH3) sur les trois cycles aromatiques.
Ces phosphates d'aryle sont préparés par réaction du trichlorure de phosphoryle sur le crésol :
OPCl3 + 3 HOC6H4CH3 → OP(OC6H4CH3)3 + 3 HCl.
Le mélange obtenu contient par exemple l'isomère ortho qui est le phosphate de triorthocrésyle (TOCP). Il s'agit d'un liquide incolore, inodore et neurologique.

## Utilisations
Des esters phosphoriques de crésol (phosphates de tricrésyle) sont notamment utilisés comme plastifiants primaires des dérivés cellulosiques (nitrocellulose par exemple) et de plastiques (polymères vinyliques tels que chlorure de polyvinyle et acryliques, vernis), comme solvants
C'est un agent d'ignifugation de polymères plastiques et caoutchoucs.
C'est aussi un additif de l'essence (fixateur de plomb pour le plomb tétraéthyle) et d'huile moteur d'avion (lubrification des éléments de turboréacteurs car c'est à la fois un bon fluide hydraulique résistant aux hautes pressions et un milieu d'échange thermique. La marine américaine l'utilise pur comme lubrifiant dans les pompes à liquide cryogénique.
Ses propriétés hydrophobes le font aussi utiliser pour l'imperméabilisation de certains matériaux.
C'est un solvant pour les extractions liquide-liquide, et il dissous la nitrocellulose et d'autres polymères.
Il est utilisé comme additif antiusure de lubrifiant et de fluides hydrauliques, notamment en condition de grand froid et/ou d'extrême pression.

## Toxicité
La neurotoxicité du TCP — principalement due à l'isomère tri-o-cresyl phosphate — est connue depuis les années 1930, à la suite d'une épidémie brutale de milliers de paralysies causée par une boisson appelée « Ginger Jake » frelatée avec du TCP (tricresyl phosphate),.
Un marqueur d'exposition aux organophosphorés est une réduction du taux de butyrylcholinestérase.